# Francisco Montana
Francisco Montana (Miami, 5 novembre 1969) è un ex tennista statunitense.

## Carriera
Ottenne il suo best ranking in singolare il 4 maggio 1992 con la 100ª posizione, mentre nel doppio divenne l'8 giugno 1998, il 13º del ranking ATP.
Specialista del doppio, vinse in carriera dieci tornei del circuito ATP, sette dei quali in coppia con il connazionale Donald Johnson. Tra i tornei vinti spiccano due tornei dell'ATP Masters Series: il Monte Carlo Open vinto nel 1997 superando in finale gli olandesi Jacco Eltingh e Paul Haarhuis e l'ATP German Open nel 1998 su David Adams e Brett Steven.

## Statistiche

### Tornei ATP

#### Doppio

##### Vittorie (10)
| Legenda singolare                                    |
| Grande Slam (0)                                      |
| ATP World Tour Finals (0)                            |
| ATP Super 9 / ATP Masters Series (2)                 |
| ATP Championship Series / ATP International Gold (0) |
| ATP World Series / ATP International Series (8)      |

| N.  | Data             | Torneo                                        | Superficie  | Compagno         | Avversari in finale            | Punteggio     |
| 1.  | 24 agosto 1992   | Waldbaum's Hamlet Cup, Long Island            | Cemento     | Greg Van Emburgh | Gianluca Pozzi Olli Rahnasto   | 6-4, 6-2      |
| 2.  | 21 febbraio 1994 | Open del Messico, Città del Messico           | Terra rossa | Bryan Shelton    | Luke Jensen Murphy Jensen      | 6-3, 6-4      |
| 3.  | 31 luglio 1995   | Austrian Open, Kitzbühel                      | Terra rossa | Greg Van Emburgh | Jordi Arrese Wayne Arthurs     | 6-4, 6-4      |
| 4.  | 4 marzo 1996     | Open del Messico, Città del Messico           | Terra rossa | Donald Johnson   | Nicolás Pereira Emilio Sánchez | 6-2, 6-4      |
| 5.  | 29 luglio 1996   | Dutch Open, Amsterdam                         | Terra rossa | Donald Johnson   | Rikard Bergh Jack Waite        | 6-4, 3-6, 6-2 |
| 6.  | 21 aprile 1997   | Monte Carlo Open, Monte Carlo                 | Terra rossa | Donald Johnson   | Jacco Eltingh Paul Haarhuis    | 6-4, 6-4      |
| 7.  | 2 febbraio 1998  | Open 13, Marsiglia                            | Cemento (i) | Donald Johnson   | Mark Keil T. J. Middleton      | 6-4, 3-6, 6-3 |
| 8.  | 6 aprile 1998    | Estoril Open, Estoril                         | Terra rossa | Donald Johnson   | David Roditi Fernon Wibier     | 6-1, 2-6, 6-1 |
| 9.  | 4 maggio 1998    | ATP German Open, Amburgo                      | Terra rossa | Donald Johnson   | David Adams Brett Steven       | 6-4, 6-4      |
| 10. | 9 ottobre 1998   | Campionati Internazionali di Sicilia, Palermo | Terra rossa | Donald Johnson   | Pablo Albano Daniel Orsanic    | 6-4, 7-6      |

##### Sconfitte in finale (7)
| Legenda singolare                                    |
| Grande Slam (0)                                      |
| ATP World Tour Finals (0)                            |
| ATP Super 9 / ATP Masters Series (0)                 |
| ATP Championship Series / ATP International Gold (1) |
| ATP World Series / ATP International Series (6)      |

| N. | Data              | Torneo                            | Superficie    | Compagno            | Avversari in finale               | Punteggio     |
| 1. | 3 agosto 1992     | Los Angeles Open, Los Angeles     | Cemento       | David Wheaton       | Patrick Galbraith Jim Pugh        | 6-7, 6-7      |
| 2. | 25 aprile 1994    | Verizon Tennis Challenge, Atlanta | Terra verde   | Jim Pugh            | Jared Palmer Richey Reneberg      | 6-4, 6-7, 4-6 |
| 3. | 23 ottobre 1995   | Chile Open, Santiago del Cile     | Terra rossa   | Shelby Cannon       | Jiří Novák David Rikl             | 4-6, 6-4, 1-6 |
| 4. | 14 luglio 1997    | Stuttgart Open, Stoccarda         | Terra rossa   | Donald Johnson      | Gustavo Kuerten Fernando Meligeni | 3-6, 7-6, 1-6 |
| 5. | 13 ottobre 1997   | Ostrava Open, Ostrava             | Sintetico (i) | Donald Johnson      | Jiří Novák David Rikl             | 2-6, 4-6      |
| 6. | 9 febbraio 1998   | Dubai Tennis Championships, Dubai | Cemento       | Donald Johnson      | Mahesh Bhupathi Leander Paes      | 2-6, 5-7      |
| 7. | 27 settembre 1999 | Romanian Open, Bucarest           | Terra rossa   | Marc-Kevin Goellner | Lucas Arnold Ker Martín García    | 3-6, 6-2, 3-6 |

### Tornei minori

#### Doppio

##### Vittorie (11)
| Legenda tornei minori |
| Challenger (11)       |
| Futures (0)           |

| N.  | Data             | Torneo                                      | Superficie  | Compagno         | Avversari in finale                    | Punteggio     |
| 1.  | 12 novembre 1990 | São Paulo Challenger, San Paolo             | Terra rossa | Richard Lubner   | Nelson Aerts Danilo Marcelino          | 6-4, 7-6      |
| 2.  | 29 luglio 1991   | Salou Challenger, Salou                     | Terra rossa | Murphy Jensen    | Wayne Arthurs Carl Limberger           | 5-7, 6-2, 7-5 |
| 3.  | 11 novembre 1991 | São Paulo Challenger, San Paolo             | Terra rossa | Greg Van Emburgh | Jordi Burillo David de Miguel Lapiedra | 3-6, 6-1, 6-1 |
| 4.  | 24 febbraio 1992 | Rennes Challenger, Rennes                   | Cemento (i) | Kenny Thorne     | Martin Damm Sandon Stolle              | 6-4, 3-6, 6-3 |
| 5.  | 29 novembre 1993 | Naples Challenger, Naples                   | Terra verde | Jim Pugh         | Mark Knowles Jared Palmer              | 7-6, 2-6, 6-4 |
| 6.  | 29 maggio 1995   | Asunción Challenger, Asunción               | Terra rossa | Claude N'Goran   | Paulo Carvallo Francisco Rodríguez     | 6-2, 6-3      |
| 7.  | 12 giugno 1995   | Cali Challenger, Cali                       | Terra rossa | Claude N'Goran   | Otavio Della Gustavo Kuerten           | 6-3, 3-6, 6-4 |
| 8.  | 1º aprile 1996   | Puerto Vallarta Challenger, Puerto Vallarta | Cemento     | Jack Waite       | Claude N'Goran Daniel Orsanic          | 6-2, 6-4      |
| 9.  | 22 aprile 1996   | I. ČLTK Prague Open, Praga                  | Terra rossa | Donald Johnson   | Aleksandar Kitinov Sébastien Leblanc   | 3-6, 6-3, 6-1 |
| 10. | 17 giugno 1996   | Eisenach Challenger, Eisenach               | Terra rossa | Donald Johnson   | Karsten Braasch Jens Knippschild       | 6-3, 6-2      |
| 11. | 15 luglio 1996   | Tampere Open, Tampere                       | Terra rossa | Donald Johnson   | Ola Kristiansson Marten Renström       | 7-5, 7-6      |